# Glyphognathus flammeus
Glyphognathus flammeus är en stekelart som först beskrevs av Vittorio Luigi Delucchi 1953.  Glyphognathus flammeus ingår i släktet Glyphognathus och familjen puppglanssteklar. Arten är reproducerande i Sverige. Inga underarter finns listade i Catalogue of Life.